# Metall pesant tòxic
La toxicitat de metalls és l'efecte tòxic que provoquen aquests en certes formes i dosis sobre la vida. Certs metalls no tenen cap paper biològic, és a dir, no són minerals essencials, o són tòxics quan es troba en una certa forma.
Els metalls tòxics de vegades imiten l'acció d'un element essencial en el cos, cosa que interfereix amb el procés metabòlic que causa la malaltia. Molts metalls, particularment metalls pesants són tòxics, però alguns metalls pesants són essencials, i alguns, com el bismut, tenen una baixa toxicitat. Molt sovint la definició de metalls tòxics inclou almenys el cadmi, el plom, el mercuri i els metalls radioactius.
Els metalls en un estat d'oxidació anormal en el cos també poden arribar a ser tòxics: crom (III) és un element essencial i en canvi el crom (VI) és carcinogen.
La toxicitat és una funció de la solubilitat. Compostos insolubles, així com les formes metàl·liques, sovint exhibeixen una toxicitat insignificant. La toxicitat de qualsevol metall depèn dels seus lligands. En alguns casos, les formes organometàl·lics, com el plom i el metilmercuri, poden ser extremadament tòxics. En altres casos, derivats organometàl·lics són menys tòxics.
La cura de malalties causades per metalls tòxics és diferent que les de toxines orgàniques: els metalls tòxics són elements que no poden ser destruïts i es poden fer insolubles i precipitar possiblement amb l'ajuda d'agents quelants. Alternativament, es poden diluir en un dipòsit prou gran, tal com el mar, perquè la toxicitat immediata és una funció de la concentració en lloc de la quantitat. No obstant això, la bioacumulació té el potencial d'invertir-ho.
Els metalls tòxics es poden bioacumular en el cos i en la cadena alimentària. Per tant, una característica comuna dels metalls tòxics és la naturalesa crònica de la seva toxicitat. Això és particularment notable amb metalls pesants radioactius com ara el radi, que imita al calci fins al punt de ser incorporat als ossos humans. Implicacions de salut similars es troben en el plom o l'enverinament per mercuri, tot i que l'alumini seria una excepció.

## Relació amb els organismes vius
Els organismes vius necessiten quantitats variables de metalls pesants. El ferro, el cobalt, el coure, el manganès, el molibdè i el zinc són requerits pels éssers humans, però nivells excessius poden ser perjudicials per a l'organisme.
Altres metalls pesants com el mercuri, el plutoni i el plom són metalls tòxics i la seva acumulació a través del temps en els cossos dels animals poden causar malalties greus, però també existeixen elements que normalment són tòxics que, per a certs organismes o sota certes condicions, són beneficiosos com per exemple el vanadi, el tungstè i fins i tot el cadmi.
La toxicitat de metalls pesants pot danyar o reduir la funció del sistema nerviós central, provocar nivells baixos d'energia, canvis de composició de la sang i danyar els pulmons, els ronyons, el fetge i altres òrgans vitals L'exposició a llarg termini pot provocar una lenta progressió de processos degeneratius físics, musculars i neurològics semblants a la malaltia d'Alzheimer, malaltia de Parkinson, la distròfia muscular i l'esclerosi múltiple. El contacte repetit amb alguns metalls (o els seus compostos) pot causar càncer.
Les cèl·lules procariotes i eucariotes són col·loides i els metalls pesants tenen un efecte sobre l'estabilitat d'aquests. Els col·loides són sensibles al canvi d'ions o de la concentració de metalls pesants i condueix a la violació de l'estabilitat col·loidal i posterior desintegració.

## Contaminació per metalls pesants
Hi ha diversos motius perquè sigui necessari controlar les concentracions de metalls pesants en els corrents. Alguns d'ells són perillosos per la salut o per al medi ambient com el mercuri, cadmi, plom o crom, alguns poden causar corrosió com el plom, altres són perjudicials en altres formes com l'arsènic, que pot contaminar catalitzadors.
Dins la comunitat europea, els onze elements de major preocupació són l'arsènic, cadmi, cobalt, crom, coure, mercuri, manganès, níquel, plom, estany, i el tal·li. Les emissions dels quals es regulen en incineradores de residus. Alguns d'aquests elements són en realitat, necessaris per als éssers humans en quantitats molt petites com el cobalt, coure, crom, manganès i níquel, mentre que altres són cancerígens o tòxics, que afecten, entre d'altres, el sistema nerviós central (manganès, mercuri, plom, arsènic), els ronyons o el fetge (mercuri, plom, cadmi, coure) o la pell, ossos o dents (níquel, cadmi, coure, crom).
La contaminació per metalls pesants pot sorgir de moltes fonts, però més comunament sorgeix de la purificació de metalls, per exemple, la fosa de coure i la preparació de combustibles nuclears. La galvanoplàstia és la principal font de crom i cadmi. El cadmi, plom i el zinc s'alliberen en petites partícules, com la pols de pneumàtics de cautxú en carreteres, aquesta mida petita permet que aquests metalls tòxics s'elevin al vent on poden ser inhalats, o transportats a terres vegetals o a plantes comestibles. A través de la precipitació dels seus compostos o per intercanvi iònic en sòls i fangs, els contaminants de metalls pesants poden localitzar-se i romandre latents, la qual cosa pot portar a efectes greus en el medi ambient. A diferència dels contaminants orgànics, els metalls pesants no es deterioren i, per tant, representen un tipus diferent de desafiament per a la remediació.
Les plantes, els fongs o els microorganismes s'utilitzen de tant en tant amb èxit, per tal d'eliminar metalls pesants com el mercuri. Les plantes que presenten hiper-acumulació es poden utilitzar per eliminar els metalls pesants dels sòls mitjançant la concentració d'aquests en la seva matèria biològica. S'ha produït algun tractament de deixies mineres, on a continuació s'incinera la vegetació per recuperar els metalls pesants. En l'extracció electrocinètica, metalls pesants es treuen del sòl utilitzant un camp elèctric per a induir l'electroosmosi. Un dels problemes més grans associats amb la persistència de metalls pesants és el potencial de bioacumulació i biomagnificació causant l'exposició més forta per a alguns organismes. Peixos costaners, com el peix gripau llis, i aus marines, com el fraret atlàntic, són sovint controlats per la possible presència d'aquests contaminants. El fong Aspergillus niger té un paper en la solubilització dels sulfurs de metalls pesants.